# Овчаренко, Тимофей Кириллович
Тимофей Кириллович Овчаренко (26 января 1926, Пугачёвский уезд, Самарская губерния — 1 ноября 2014, Уральск) — советский хозяйственный, государственный и политический деятель, Герой Социалистического Труда.

## Биография
Родился в 1926 году в селе Масловка (по другим данным — в c. Васильевка). Член КПСС.
Участник Великой Отечественной войны, в 1945 году был ранен. С 1948 года — на хозяйственной, общественной и политической работе. В 1948—1995 гг. — тракторист в колхозе «Первое мая» Зеленовского района Западно-Казахстанской области, участник строительства совхоза «Ульяновский», тракторист, бригадир тракторно-полеводческой бригады совхоза «Ульяновский» Зеленовского района Уральской области Казахской ССР.
Указом Президиума Верховного Совета СССР от 19 апреля 1967 года присвоено звание Героя Социалистического Труда с вручением ордена Ленина и золотой медали «Серп и Молот».
За творческую инициативу и активность, получение высоких и устойчивых урожаев зерновых культур, применение прогрессивных технологий и повышение производительности труда был удостоен в составе коллектива Государственной премии СССР за выдающиеся достижения в труде 1984 года.
Умер в городе Уральск в 2014 году.

## Награды
- Орден Отечественной войны I степени (6.4.1985)[1]

## Комментарии
1. ↑  Хутор Масловка'"`UNIQ--ref-00000010-QINU`"' находился примерно в 14 км юго-восточнее Перелюба и относился к Николаевскому уезду; во второй половине XX в. утрачен, ныне — территория Натальиноярского муниципального образования в Перелюбском районе, Саратовская область'"`UNIQ--ref-00000011-QINU`"'.
2. ↑  С. Васильевка'"`UNIQ--ref-00000013-QINU`"' находилось примерно в 34 км юго-восточнее Перелюба и относился к Николаевскому уезду; во второй половине XX в. утрачено, ныне — территория Натальиноярского муниципального образования в Перелюбском районе, Саратовская область'"`UNIQ--ref-00000014-QINU`"'.